# Ainur
Les Ainur (en quenya, « les saints », au singulier Ainu) sont des personnages de fiction issus du légendaire (legendarium) de l'écrivain J. R. R. Tolkien, présents notamment dans le roman Le Silmarillion.
Les Ainur créèrent le monde avec Ilúvatar à travers la Musique des Ainur. Après la création d’Arda (la Terre), une partie des Ainur y descendit pour la guider et réguler sa croissance ; de ceux-là, quinze étaient plus puissants que les autres. Quatorze de ces puissants Ainur devinrent les Valar, ou les Puissances d’Arda. Le quinzième, Melkor, prit un chemin isolé, sombrant dans le mal pour devenir le premier Seigneur des ténèbres, sous le nom de Morgoth.
Les nombreux Ainur de puissance moindre, qui suivirent les Valar en Arda, sont connus sous le nom de Maiar.

## Histoire interne

### Origine des Ainur
Les Ainur furent les premiers et les plus puissants êtres créés par Ilúvatar dans les anciens temps, avant le commencement du Monde. Les Ainur furent les « enfants de la pensée d’Ilúvatar », et chacun reçut uniquement la compréhension de la partie de l’esprit d’Ilúvatar à partir de laquelle il avait été créé. Les seules exceptions furent Melkor et Manwë, les plus grands des Ainur, qui reçurent une partie des dons de tous les autres. Ilúvatar les instruisit dans l’art de la musique, jusqu’à ce qu’il les réunisse tous pour créer la Musique des Ainur : l'Ainulindalë qui créa la Vision d’Ilúvatar, et finalement le monde réel.

### Les Ainur et le Monde
Grâce à la Musique des Ainur, Ilúvatar créa une Vision du Monde. Il la montra aux Ainur, leur donnant par la même occasion le don de la vision, et leur expliqua une grande partie de sa nature et de son destin — les Ainur ont donc d’immenses connaissances sur le Monde, mais ne sont pas omniscients. Alors, Ilúvatar rendit le monde réel. Melkor et beaucoup d’autres puissants Ainur désirèrent s'y installer et le préparer à la venue des Enfants d'Ilúvatar (les Elfes et les Hommes). Les Ainur, entrés dans le Monde à ses débuts, resteront liés à celui-ci jusqu’à sa fin ; par la suite, Melkor fut jeté dans le Vide par les autres, mais son retour est prophétisé avant la fin. Notre connaissance du destin final des Ainur est incomplète, et eux-mêmes l’ignorent, mais il est dit qu’après la grande bataille de la fin du Monde, ils créeront une seconde musique, encore plus grande, avec les Enfants d’Ilúvatar.

### La lignée de Melian
Parmi les nombreux Ainur qui vinrent dans le Monde il y a longtemps, il y en avait une de l’ordre des Maiar nommée Melian. Seule parmi les Ainur, elle se maria à l’un des Enfants d’Ilúvatar, le roi Élu Thingol de Doriath. À travers elle, du sang des Ainur entra dans les lignées des Elfes et des Hommes, transmis à travers plusieurs générations, et était toujours présent au moment de la Guerre de l’Anneau : Elrond était l’arrière-arrière-petit-fils de Melian, et Aragorn en était également issu à travers Elros, frère d’Elrond.

## Liste des Ainur

### Quelques Valar

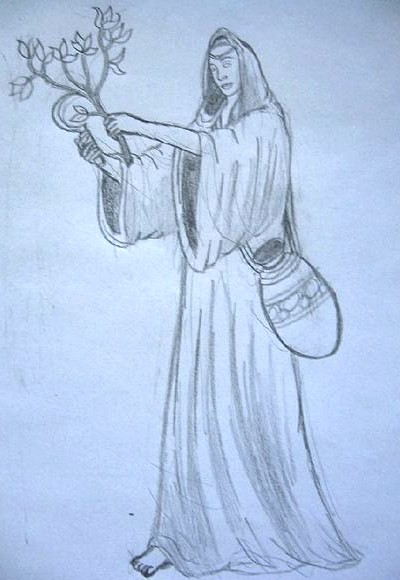
Une représentation d'Estë.

- Irmo est habituellement nommé Lórien, du nom des jardins fabuleux où il réside avec sa compagne Estë la Douce. Il est, avec son frère aîné Namo (aussi appelé Mandos) un des Fëanturi, les « Maîtres des esprits » ; Nienna est leur sœur. Irmo gouverne les visions et les rêves. Son nom signifie en quenya « Maître des Désirs ». Ses domaines sont un lieu de repos pour les habitants du Valinor et pour les autres Valar, où vécurent également les Maiar Melian et Olórin.
- Estë est l'une des Reines des Valar. Son nom signifie « repos ». Elle est l'épouse d'Irmo et demeure avec lui dans les jardins de Lórien. Habillée de gris, elle est réputée pour ses talents de guérisseuse.
- Nessa est l'épouse de Tulkas et sœur d'Oromë. Elle aime beaucoup la danse, les cerfs et les biches, et ceux-ci la suivent lorsqu'elle vient parmi eux. Nessa est réputée pour sa vitesse, et seul Tulkas est plus rapide qu'elle. Tout le monde s'arrête pour la contempler lorsqu'elle danse, comme fasciné.
- Vairë est l'épouse de Mandos. Elle tisse éternellement les évènements, et ses tapisseries ornent le palais de Mandos, en s'agrandissant avec le temps, jusqu'à représenter toute l'histoire d'Arda de façon exhaustive.
- Vána, la Toujours Jeune, est l'épouse d'Oromë. Elle est la sœur de Yavanna. Les fleurs et les herbes se dressent sur son passage, elles s'ouvrent sous son regard, et les oiseaux chantent en sa présence et la suivent.

### Quelques Maiar
- Arien est un des esprits du feu comme les Balrogs, sinon que Melkor ne l'a pas corrompue. Elle s'occupait des fleurs de Vána en les arrosant avec la rosée de Laurelin. Comme elle était forte et ne craignait pas la chaleur, elle fut choisie pour diriger Anar ou Ur[réf. nécessaire], le vaisseau du Soleil[2].
- Eönwë est l'un des plus grands Maiar descendus sur Arda et le héraut de Manwë ainsi que son porte-bannière. Il commande l'armée des Valar lors de la guerre de la Grande Colère et reprend les Silmarils à Morgoth.
- Ilmarë est la principale servante de Varda.
- Gothmog est le Prince des Balrogs, et le capitaine d'Angband au Premier Âge. Il tue Fëanor et Fingon, mais périt des mains d'Ecthelion de la Source durant la chute de Gondolin
- Olórin, plus connu comme Gandalf, par ailleurs un membre des Istari (les Mages, litt. « les Sages »).
- Ossë est l'époux d'Uinen. Il est au service d'Ulmo. Ossë est particulièrement craint des marins pour ses accès de colère, à l'origine des tempêtes. Il est proche des Teleri et en convainc certains, parmi lesquels Círdan, de rester auprès de lui sur les rivages de la Terre du Milieu. C'est encore lui qui ancre au milieu des eaux l'île de Tol Eressëa, sur laquelle les Teleri qui avaient choisi de se rendre en Aman devaient traverser la Grande Mer.
- Salmar est également au service d'Ulmo. Il est connu pour avoir forgé les Ulumúri, les grands cors d'Ulmo.
- Sauron, un lieutenant de Morgoth devenu à la chute de son maître le Seigneur des Ténèbres et principal adversaire des Peuples Libres aux Second et Troisième Âges de la Terre du Milieu. À l'origine, avant d'être corrompu par Morgoth, Sauron était un des serviteurs du Vala Aulë[3].
- Tilion est un serviteur d'Oromë, aimant beaucoup l'argent et la lumière de Telperion ainsi que ses fleurs argentées. Il est l'un des grands archers d'Oromë, et est ensuite chargé de conduire Isil, la Lune, issue de la dernière fleur de Telperion. Attaqué par des serviteurs de Morgoth lors d'un des premiers voyages de la Lune, il les repousse avec succès. Il est attiré par Arien et se rapproche souvent du Soleil. Le nom de son vaisseau, Isil, contient la racine sil- qui signifie briller en quenya. Isil est nommé Ithil par les Sindar et Rána (vagabond) par les Noldor. Il serait aussi appelé Phanaikelūth[4] (miroir brillant) par les Valar.
- Uinen est l'épouse d'Ossë. Elle est au service d'Ulmo. Uinen exerce une influence tempérante sur son mari, et est en conséquence particulièrement vénérée par les Númenoréens.
- Melian est la sœur de Yavanna avant la création d'Arda. Elle est principalement la servante de Vana et d'Estë. Elle est souvent accompagnée des rossignols et soigne les arbres dans les jardins d'Irmo.

## Création et évolution
Dans le Livre des contes perdus, les Ainur descendus sur Arda incluent les Valar et leurs serviteurs, parmi lesquels :
- les Mánir et Súruli, « sylphes des airs et des vents », serviteurs de Manwë et Varda ;
- les Nermir, Tavari, Nandini et Orossi, lutins, farfadets, pixies, leprechauns et autres serviteurs de Yavanna et Aulë ;
- les Oarni, Falmarini et Wingildi, « esprits de l’écume et des embruns de l’océan », serviteurs d’Ulmo, Ossë et Uinen.

Toutes ces classes de créatures ne se retrouvent pas dans les textes ultérieurs aux Contes perdus.
Tolkien a longtemps envisagé que les Valar puissent avoir des enfants : ainsi, dans les Contes perdus, Fionwë (plus tard Eönwë) est le fils de Manwë et de Varda, et Kosomot (plus tard Gothmog) est le fils de Melkor. Ce n'est que dans les années 1950 que Tolkien abandonne l'idée des « enfants des Valar » et fait d'eux leurs serviteurs, les Maiar.